# Turkiska
Turkiska (Türkçe) eller turkietturkiska är ett turkspråk vars ursprungsområde är Centralasien. Det talas som modersmål av cirka 100 miljoner människor, främst i Turkiet där det är officiellt språk, liksom av turkcyprioter på norra Cypern. Turkiskan utgör ett gemensamt språk för Anatoliens varierade befolkningar och talas även av mindre grupper i de delar av Europa som fram till första världskriget tillhörde Osmanska riket (Albanien, Bosnien och Hercegovina, Bulgarien, Grekland, Kosovo, Montenegro och Nordmakedonien). Språket talas även av turkiska invandrare i Västeuropa, särskilt Tyskland. Det är det största av turkspråken. För att inte förväxlas med sina släktspråk kallas turkiska ibland specifikt för turkietturkiska (Türkiye Türkçesi). Turkiskan skrevs till 1920-talet med det arabiska alfabetet varefter en övergång skett till latinska alfabetet. Detta skedde som del i Turkiets strävan att etablera samhörighet med Europa.
Språkets rötter kan spåras till Mongoliet och Centralasien och de första skriftliga lämningarna är närmare 1200 år gamla. Osmanskan, den omedelbara föregångaren till dagens turkiska, spreds åt väster när det osmanska riket utvidgades. Som en av den moderna turkiska republikens landsfader Atatürks reformer, ersattes 1928 det osmanska alfabetet (en variant av arabiska alfabetet) av en variant av det latinska alfabetet. Samtidigt inledde den Turkiska språkkommittén ett arbete för att reformera turkiskan genom att avlägsna persiska och arabiska lånord till förmån för turkiska synonymer, och om sådana inte fanns genom nybildningar från turkiska rötter. Tusentals turkiska ord är dock fortfarande persiska och arabiska lånord. I dagens Turkiet talar man således en lokalmodifierad variant av ursprungsturkiskan. Typiskt för turkiskan är dess vokalharmoni och utpräglat agglutinerande språkstruktur med många suffix, vilket innebär att mycket långa ord kan bildas. Andra agglutinerande språk är till exempel finska, ungerska, swahili och esperanto.

## Klassificering
Turkiskan ingår i den turkiska, eller västra, undergruppen av de sydvästturkiska (eller oghuziska) turkspråken. Närliggande språk är gagauziska (talat främst i Gagauzien i Moldavien), balkangagauziska och khorasanturkiska, azerbajdzjanska samt, på längre håll, turkmeniska. Turkspråken är en språkfamilj som omfattar ungefär 30 levande språk som talas i Östeuropa, Centralasien och Sibirien. De ingår enligt en del forskare i en större familj, altaiska språk, som även inkluderar mongolspråk. Under främst 1800-talet ville en grupp lingvister inordna turkspråken och mongolspråken i den ural-altaiska storfamiljen, där finska, estniska och ungerska ingår i Europa liksom en stor mängd mindre språk i europeiska och asiatiska Ryssland.
Omkring 40 procent av alla som talar turkspråk talar turkiska. Turkiskans karakteristiska drag, som vokalharmoni, agglutinering och frånvaro av grammatiskt genus, är genomgående inom turkspråken och de altaiska språken. Det finns en hög grad av ömsesidig förståelse mellan turkisktalande och talare av de andra turkspråken, inklusive azerbajdzjanska, turkmeniska, qashqai och gagauziska. Däremot kan inte talare av övriga turkspråk utan undervisning och träning läsa turkiska då detta språk har övergått till latinska bokstäver.

## Historia

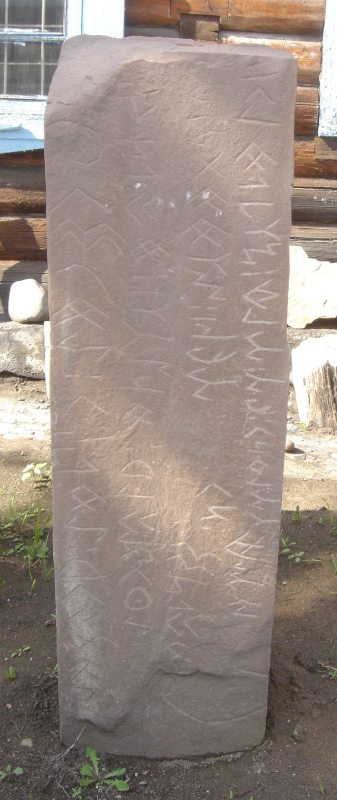
Fornturkisk inskrift med orchonskrift (cirka 700-talet). Kyzyl, Ryssland

Turkiskan går tillbaka till fornturkiskan. De tidigaste kända turkspråkiga inskrifterna återfinns i nuvarande Mongoliet, som Bugut-inskrifterna med sogdiska alfabetet under det första gökturkiska khanatet, vilka dateras till andra hälften av 500-talet. De två monumentala Orchoninskrifterna, som restes till fursten Kul Tigins och hans bror kejsaren Bilge Khans ära och härstammar från något tillfälle mellan 732 och 735, utgör en annan betydelsefull tidig lämning. Efter att dessa monument upptäckts och utgrävts av ryska arkeologer i området kring Orchondalen vid floden Orchon i nuvarande Mongoliet från 1889 till 1893 fastslogs att språket i inskrifterna var fornturkiska skrivet med orchonskrift, som också har kallats "turkiska runor" på grund av yttre likhet med de germanska runorna.
Fornturkiskan kom att delas i flera grenar, däribland den västligt oghuziska. Under tidig medeltid (cirka 500-tal till 1000-tal) spreds folkgrupper som talade turkspråk över Centralasien så att de täckte ett vidsträckt geografiskt område från Sibirien till Europa och Medelhavet. Seldjukerna i synnerhet spred sitt oghuziska språk, den direkta föregångaren till dagens turkiska, till Anatolien från 1071, då de fick herravälde över den östra delen av halvön efter slaget vid Manzikert. I och med islams spridning på 1000-talet började turkspråk skrivas med det arabiska alfabetet (karachanidiskan). Under 1000-talet publicerade också en tidig språkforskare, Kaşgarlı Mahmud från Karakhanidkhanatet, den första större ordboken över turkspråk, Divânü Lügati't-Türk, vilken också innehöll den första kända kartan över turkspråkstalares geografiska utbredning.

### Osmanska
Seldjukerna spred under 1200-talet turkiskan till Anatolien. Där inleddes på 1200-talet fornanatoliskturkiskan, ett förstadium till osmanskan (den turkiska som kom att utvecklas i det osmanska riket). Den osmanska turkiskan delas in i tre perioder: fornosmanskan (fram till 1400-talet), medelosmanskan (1500- och 1600-talen) samt nyosmanskan (1700- och 1800-talen). Osmanskan hade en stor mängd arabiska och persiska lånord (dessa utgjorde som mest omkring 20 procent av ordförrådet).[källa behövs]
Efter att karachaniderna och seldjukerna, som betraktas som de kulturella föregångarna till osmanerna, antagit islam omkring år 950, upptog dessa staters administrativa språk en ganska stor samling lånord från arabiska och persiska. Turkisk litteratur från den osmanska perioden, i synnerhet osmansk divanpoesi, var starkt influerad av persiska. Bland annat upptogs persiska versmått och en stor mängd lånord. Under de över 600 år då det osmanska riket existerade (cirka 1299–1922) var dess litterära och officiella språk en blandning av turkiska, persiska och arabiska, vilken skilde sig avsevärt från den vardagliga talade turkiskan, och betecknas osmanska.

### Språkreform och nutida turkiska
Den moderna turkiskan anses ofta ha skapats av Turkiets förste president, Kemal Atatürk, som införde det latinska alfabetet (och därmed också förbjöd användning av det arabiska) och lät genomföra omfattande språkreformer. De arabiska och persiska lånorden ersattes i stor utsträckning av synonymer, dialektala eller syntetiska ord. Språkliga reformer har fortgått sedan dess och nya ord introduceras fortfarande i stor utsträckning.
Efter att republiken Turkiet hade bildats och efter alfabetsreformen bildades Turkiska språkkommittén (Türk Dil Kurumu - TDK) under Mustafa Kemal Atatürks beskydd 1932, med syftet att bedriva forskning om turkiskan. En av kommitténs uppgifter var att påbörja en språkreform för att byta ut lånord av arabiskt och persiskt ursprung mot turkiska motsvarigheter. Genom att förbjuda användning av ersatta lånord i pressen lyckades kommittén rensa ut flera hundra ord med icke-turkiskt ursprung ur språket. De flesta ord som infördes i språket av TDK var nya avledningar från turkspråkiga rötter, men TDK valde också att återuppliva fornturkiska ord som inte hade använts på århundraden.
På grund av denna plötsliga förändring av språket började äldre och yngre personer i Turkiet skilja sig i fråga om det ordförråd de använde. Medan de generationer som föddes före 1940-talet tenderar att använda äldre termer av arabiskt eller persiskt ursprung, föredrar de yngre generationerna nya uttryck. Exempelvis använde Atatürk själv i sitt stora tal till parlamentet 1927 en osmansk talarstil som idag låter så främmande att man har varit tvungen att "översätta" den två gånger till nutida turkiska: först 1963, sedan 1986. Det finns också en politisk dimension i språkdebatten, då konservativa grupper tenderar att använda mer arkaiska ord i pressen eller i vardagsspråk.
Under de senaste årtiondena har TDK fortsatta att mynta nya turkiska ord för att uttrycka nya begrepp och teknologier när de kommer in i språket, mestadels från engelskan. Många av dessa ord, särskilt termer inom informationsteknologi, har blivit allmänt accepterade, men TDK kritiseras emellanåt för att mynta ord som låter påhittade och konstgjorda. Vissa tidigare nyskapade ord, såsom bölem (som skulle ersätta fırka, "politiskt parti"), fick inte allmänhetens gillande. Istället har fırka ersatts av det franska lånordet parti. Vissa ord som återupplivats från fornturkiskan har antagit specialiserade betydelser: till exempel används betik (som ursprungligen betydde "bok") nu med betydelsen skript i datavetenskap.
Många av de ord som har myntats av TDK samexisterar med sina äldre motsvarigheter. Detta sker vanligen när ett lånord får en ny betydelse. Exempelvis används ordet dert, som härstammar från det persiska ordet dard (درد "smärta"), i turkiskan med betydelsen "problem" eller "bekymmer", medan det inhemska turkiska ordet ağrı används för kroppslig smärta. Ibland har lånordet en något annorlunda betydelse än det inhemska turkiska ordet, vilket leder till en situation liknande samexistensen i engelskan mellan germanska och romanska ord. Bland de gamla ord som ersattes finns termer inom geometri, väderstreck, några månadsnamn och många substantiv och adjektiv. Några exempel på nutida turkiska ord och de gamla lånorden är:
| Osmanska     | Nutida turkiska | Översättning | Kommentar |
| ------------ | --------------- | ------------ | --- |
| müselles     | üçgen           | triangel     | Sammansättning av substantivet üç ("tre") och det mycket gamla turkspråkiga substantivet gen ("spänning", "sida")                       |
| tayyare      | uçak            | flygplan     | Avlett från verbet uçmak ("att flyga")                                                                                                  |
| nispet       | oran            | proportion   | Det gamla ordet används ännu idag i språket tillsammans med det nya. Det nya ordet kommer från det fornturkiska verbet or- (att skära). |
| şimal        | kuzey           | norr         | Avlett från det fornturkiska substantivet kuz ("kall och mörk plats", "skugga"). Ordet är återupplivat från medelturkiskan.             |
| teşrinievvel | ekim            | oktober      | Substantivet ekim betyder "handlingen att plantera", och syftar på planterandet av sädesfrön på hösten, vilket är vanligt i Turkiet     |

## Utbredning

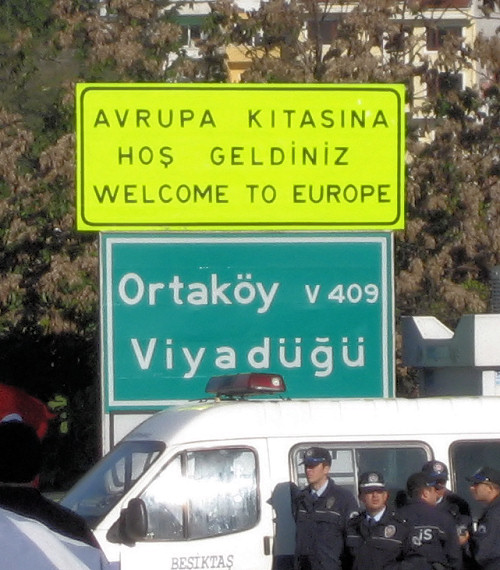
Vägskylt vid den europeiska änden av Bosporenbron i Istanbul.

Turkiskan talas som modersmål av turkar i Turkiet och i den turkiska diasporan i runt 30 andra länder. Turkisktalande minoriteter finns i synnerhet i länder som tidigare (helt eller delvis) tillhörde Osmanska riket, såsom Bulgarien, Cypern, Grekland (främst i Västra Thrakien), Nordmakedonien, Rumänien och Serbien. Över två miljoner turkisktalare bor i Tyskland, och det finns stora turkiskspråkiga grupper i Nederländerna, Österrike, Belgien, Schweiz och Storbritannien. Alla etniskt turkiska invandrare talar dock inte turkiska flytande.
Antalet modersmålstalare i Turkiet är omkring 60-67 miljoner, vilket motsvarar ungefär 90-93 procent av befolkningen, och 65-73 miljoner modersmålstalare finns över hela världen. Turkiska talas som första eller andra språk av nästan alla invånare i Turkiet, medan kurdiska är första språk för större delen av de övriga (omkring 3 950 000 enligt uppskattningar 1980). De flesta språkliga minoriteter i Turkiet är dock tvåspråkiga och talar turkiska som andra språk upp till flytande nivå.
Turkiskans vidsträckta utbredning beror till stor del på Osmanska rikets erövringar i Mellanöstern och på Balkan samt på den senare turkiska arbetskraftsinvandringen till europeiska länder, främst Tyskland.

### Officiell ställning
Turkiska är det officiella språket i Turkiet och är ett av de officiella språken på Cypern. Det har också officiell ställning i Prizrendistriktet i Kosovo samt i flera kommuner i Nordmakedonien, beroende på koncentrationen av turkiskspråkiga i lokalbefolkningen.
Turkiska språkkommittén (Türk Dil Kurumu eller TDK) är i Turkiet den myndighet som kontrollerar det turkiska språket. 
Kommittén har stort inflytande och har sedan den bildades 1932 av Kemal Atatürk under namnet Türk Dili Tetkik Cemiyeti ("Sällskapet för forskning om turkiska språket") låtit genomföra åtskilliga inte alltid helt okontroversiella reformer av det turkiska språket. Turkiska språkkommittén var influerad av språklig purism, och en av dess främsta målsättningar var att ersätta lånord och utländska grammatiska konstruktioner med motsvarigheter av turkiskt ursprung. Dessa förändringar, tillsammans med införandet av det nya turkiska alfabetet 1928, formade den nutida turkiska som talas idag. TDK blev ett självständigt organ 1951, då man avskaffade kravet på att utbildningsministern skulle vara ordförande. Denna ställning fortsatte till augusti 1983, då TDK åter blev ett statligt organ i 1982 års turkiska författning efter militärkuppen 1980.

### Dialekter

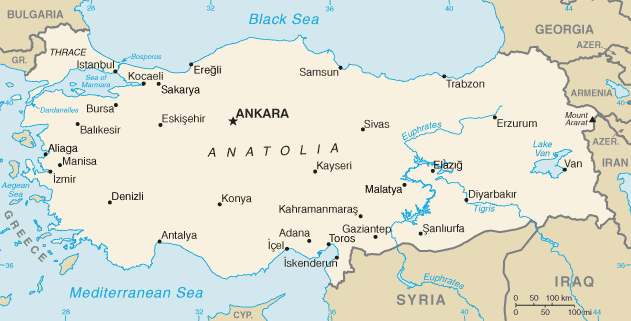
Karta över Turkiet

Turkiskan är ett språk med ganska stora dialektala skillnader. Framför allt varierar uttalet av konsonanterna c, ç, ğ, h, k, s, ş och z.
Istanbulturkiska är etablerat som Turkiets officiella standardspråk. Trots det utjämnande inflytandet från standarden som används i massmedier och utbildning sedan 1930-talet finns den dialektala variationen kvar. Forskare från Turkiet hänvisar ofta till turkiska dialekter som ağız eller şive, vilket medför en tvetydighet med det lingvistiska begreppet accent, vilket också täcks av dessa ord. Projekt som undersöker turkiska dialekter utförs av flera universitet, samt av en särskild arbetsgrupp i Turkiska språkföreningen, och för närvarande genomförs arbete med att samla och publicera forskningen som en uttömmande dialektatlas över turkiskan.
Turkiskans standarddialekt är İstanbul. Rumelice (rumeliska) talas i Rumelien på Balkan och av invandrare därifrån, och inbegriper de distinkta dialekterna i Deliorman, Dinler and Adakale som är influerade av Balkanspråkförbundet. Kıbrıs är namnet på cypriotisk turkiska, som talas av turkcyprioter. Edirne är dialekten i Edirne i Trakien. Ege talas i området vid Egeiska havet och används även i Antalya. De nomadiska Yörük-stammarna i Medelhavsområdet och Balkanhalvön har också sin egen turkiska dialekt.[källa behövs]
Güneydoğu talas i sydöst, öster om Mersin. Doğu, en dialekt i Östanatolien, bildar ett dialektkontinuum med azerbajdzjanska, särskilt med Karapapakdialekter i vissa områden. I regionen Centralanatolien talas Orta Anadolu.[källa behövs] Karadeniz, som talas i den östliga Svarta havsregionen och främst företräds av dialekten i Trabzon, uppvisar substratinflytande från grekiska i fonologi och syntax. Kastamonu talas i Kastamonu och dess omgivningar. Dialekten Hemşince talas av den västra gruppen av hamshenier omkring Rize och är influerad av armeniska. Karamanlıca talas i Grekland, där den också kallas Kαραμανλήδικα (Karamanlidika). Den är karamanlidernas skriftliga standard.[källa behövs]
Andra turkiska dialekter är danubiska, eskişehir (i provinsen Eskişehir i västra Anatolien), razgrad, karamanska (i provinsen Karaman i centrala Anatolien), gaziantep (i provinsen Gaziantep i södra Turkiet), urfa (i provinsen Şanlıurfa i sydöstra Turkiet), goynuk (runt en by i Bolu).[källa behövs]

## Fonologi

### Konsonanter
Flera av de turkiska konsonanterna har främre och bakre allofoner; artikulationsstället varierar något beroende på om den efterföljande vokalen är främre eller bakre (till exempel [l] före främre vokaler men [ɫ] före bakre).
|                        | Bilabial | Bilabial | Labio- dental | Labio- dental | Dental | Dental | Alveolar | Alveolar | Post- alveolar | Post- alveolar | Palatal | Palatal | Velar | Velar | Glottal | Glottal |
| ---------------------- | -------- | -------- | ------------- | ------------- | ------ | ------ | -------- | -------- | -------------- | -------------- | ------- | ------- | ----- | ----- | ------- | ------- |
| Klusiler               | p        | b        |               |               | t      | d      |          |          |                |                | c       | ɟ       | k     | g     |         |         |
| Nasaler                | m        | m        |               |               | n      | n      |          |          |                |                |         |         |       |       |         |         |
| Frikativor             |          |          | f             | v             | s      | z      |          |          | ʃ              | ʒ              |         |         |       | ɣ     | h       |         |
| Affrikator             |          |          |               |               |        |        | ʧ        | ʤ        |                |                |         |         |       |       |         |         |
| Tapp                   |          |          |               |               |        |        | ɾ        | ɾ        |                |                |         |         |       |       |         |         |
| Approximant            |          |          |               |               |        |        |          |          |                |                | j       | j       |       |       |         |         |
| Laterala approximanter |          |          |               |               | ɫ      | ɫ      |          |          | l              | l              |         |         |       |       |         |         |

Fonemet /ɣ/, vanligtvis kallat "mjukt g" (yumuşak ge), skrivet 'ğ', har ett mycket speciellt värde. Mellan två främre vokaler representerar det egentligen en ganska svag främre velar approximant, [ɰ], men kan även kontraheras till en palatal, [j]. Då den är i slutet av ord eller före en konsonant förlängs den föregående vokalen. I övriga positioner uttalas den inte alls. Dialektalt förekommer många varianter, däribland att den uttalas [ʁ] eller [ɣ] efter bakre vokal och [g] efter främre, samt ibland även [x].
Ljuden [c], [ɟ] och [l] är i ursprungligen turkiska ord allofoner i komplementär distribution med [k], [g] och [ɫ]. De förra förekommer med främre vokaler och de senare med bakre vokaler. I stavningen skrivs båda serierna <k>, <g> och <l>. I vissa lånord kan dock [c] och [ɟ] förekomma med bakre vokaler, till exempel kâr [caɾ] "vinst" gentemot kar [kaɾ] "snö". När en vokal läggs till substantiv som slutar med postvokaliskt <k> blir <k> <ğ> genom konsonantalternation.

### Vokaler
|        |         | Främre | Bakre |
| ------ | ------- | ------ | ----- |
| Stängd | Orundad | i      | ɯ     |
| Stängd | Rundad  | y      | u     |
| Öppen  | Orundad | e      | a     |
| Öppen  | Rundad  | œ      | o     |

Turkiskans vokaler är, i alfabetisk ordning, a, e, ı, i, o, ö, u, ü. Det förekommer inga diftonger i turkiskan och när två vokaler möts, vilket sker sällan och endast i lånord, behåller varje vokal sitt individuella ljud.

### Vokalharmoni
Ett typiskt drag i turkiskan är vokalharmonin, vilket innebär att alla vokaler i ett ord måste överensstämma med varandra i uttalsposition. Om den första vokalen i ett ord är främre blir i regel även övriga vokaler främre. Detta är särskilt påtagligt i ändelser vars vokaler alltid är antingen främre eller bakre beroende på ordstammens vokal.
Det turkiska vokalsystemet kan betraktas som tvådimensionellt, där vokaler kännetecknas av två egenskaper: främre/bakre och rundad/orundad. Vokalharmoni är den princip enligt vilken ett inhemskt turkiskt ord innehåller antingen uteslutande bakre vokaler (a, ı, o, u) eller uteslutande främre vokaler (e, i, ö, ü). Vokalmönstret visas i tabellen nedan.
|     | Främre  | Främre | Bakre   | Bakre  |
|     | Orundad | Rundad | Orundad | Rundad |
| --- | ------- | ------ | ------- | ------ |
| Hög | i       | ü      | ı       | u      |
| Låg | e       | ö      | a       | o      |

Grammatiska affix har "en kameleontliknande beskaffenhet", och följer någon av följande vokalharmonimönster:
- tvåfaldig (-e/-a):[28] exempelvis är lokativsuffixet -de efter främre vokaler och -da efter bakre vokaler. Notationen -de2 är en bekväm förkortning för detta mönster.
- fyrfaldig (-i/-ı/-ü/-u): exempelvis är genitivsuffixet -in eller -ın efter orundade vokaler (främre respektive bakre), och -ün eller -un efter motsvarande rundade vokaler. I detta fall används notationen -in4.

Följande exempel, som utgår från kopulan -dir4 ("[det] är"), illustrerar vokalharmonins principer i praktiken: Türkiye'dir ("det är Turkiet"), kapıdır ("det är dörren"), men gündür ("det är dagen"), paltodur ("det är kappan").
Det finns några undantag från reglerna om vokalharmoni. I sammansatta ord behöver inte vokalerna harmoniera mellan de ord som utgör delar av sammansättningen (alltså är former som bu|gün ("idag") och baş|kent ("huvudstad") tillåtna). Dessutom tillämpas inte vokalharmoni för lånord och vissa oföränderliga affix, såsom -yor (presens) och -bil- (potentialis). Vissa lånord uppvisar dock partiell eller fullständig vokalharmoni (till exempel mümkün "möjlig" < arabiska mumkin, och dürbün "kikare" < persiska dūrbīn). Det finns också några få inhemska turkiska ord som inte följer regeln, såsom anne ("moder"). I sådana ord - och i lånord - harmonierar suffixen med den sista vokalen: alltså annedir ("hon är mor"). Vägskylten på bilden ovan illustrerar alla dessa egenskaper:
- ett inhemskt sammansatt ord som inte lyder under vokalharmoni: Orta|köy ("mellanby" – ett ortnamn)
- ett lånord som också bryter mot vokalharmoni: viyadük ("viadukt" < franska viaduc)
- possessivsuffixet -i4 harmonierar med slutvokalen (och mjukar k-et genom konsonantförändring): viyadüğü

### Betoning
Betoningen är vanligtvis på den sista stavelsen, med undantag för vissa ändelsekombinationer och vissa fåstaviga ord, som till exempel masa, "bord", som uttalas ['mɑsɑ].
Undantag utgör dessutom vissa lånord, särskilt från italienska och grekiska, liksom många egennamn. Sådana lånord har oftast betoning på den näst sista stavelsen (/ɫoˈkanta/ lokanta "restaurang" och /isˈkele/ iskele "kaj"), men betoningen av egennamn är mindre förutsägbar (/isˈtanbuɫ/ İstanbul, /ˈaŋkaɾa/ Ankara).

## Grammatik
Turkiskan är ett agglutinerande och vokalharmoniserande språk som ofta använder affix, särskilt suffix (ändelser). Ordföljden är subjekt–objekt–predikat.

### Affix
Suffix används vid ordbildning samt för att indikera den grammatiska funktionen hos ett ord. De kan uttrycka ett ords kasus och ägarens person, vilket gör att ett ord kan fylla en hel menings funktion (till exempel evinizdeyiz, "vi är vid ert hus").
Agglutinationen innebär att många suffix läggs på ordstammarna vilket innebär att mycket långa ord kan bildas. I stort sett kan hur många suffix som helst fogas på ett ord efter varandra. Suffix kan också användas för att skapa nya ord, såsom att skapa ett verb från ett substantiv, eller ett substantiv från en verbrot (se avsnittet om ordbildning). De flesta affix anger ordets grammatiska funktion. Prefix är dock betydligt ovanligare. De enda inhemska prefixen är allittererande intensifierande stavelser som används med adjektiv eller adverb: till exempel sımsıcak ("kokhet" < sıcak) och masmavi ("klarblå" < mavi). Prefix förekommer även i lånord.
Den vidsträckta användningen av affix kan ge upphov till långa ord. Det sägs skämtsamt att det längsta turkiska ordet är Çekoslovakyalılaştıramadıklarımızdanmışsınız, som betyder "Ni sägs vara en av dem som vi inte lyckades omvända till tjeckoslovak". Detta exempel är förstås påhittat, men långa ord förekommer faktiskt ofta i normal turkiska, som i denna rubrik till en dödsannonskolumn i en tidning: Bayramlaşamadıklarımız (Bayram [festival]-recipr-impot-partic-plur-posspl1; "De av oss med vilka vi inte kan utbyta bayramhälsningar").

### Genus
Turkiskan saknar genus. Detta innebär att det till exempel endast finns ett tredje persons personligt pronomen, o, som är oberoende av den tillsyftades kön (och som alltså kan översättas till svenska som både "han", "hon" och "den"/"det"). Likaså saknas genusvarianter på flertalet substantiv; dessa specificeras vanligtvis genom ett genusbestämmande adjektiv (till exempel erkek çocuk, "pojke", egentligen "manligt barn").

### Substantiv
Det finns ingen bestämd artikel i turkiskan, men bestämdhet hos objektet impliceras när ackusativändelsen används (se nedan). 
Den obestämda artikeln är bir. Pluralis bildas genom tillägg av suffixet -lar respektive -ler (beroende på föregående stavelses vokal). Pluralmärket -ler2 följer omedelbart på substantivet före kasus- eller andra suffix (till exempel köylerin "byarnas").

#### Kasus
Turkiska substantiv böjs genom att de tillförs kasusändelser, liksom i exempelvis latin. Det finns sex substantivkasus i turkiskan: nominativ (grundform), genitiv (ägande), ackusativ (direkt objekt), dativ (indirekt objekt, riktning mot), lokativ (läge eller plats) och ablativ (riktning från). Alla dessa ändelser följer vokalharmoni (visas i tabellen med hjälp av den upphöjda notationen).
| Kasus     | Ändelse   | Exempel  | Exempel     | Betydelse       |
| Kasus     | Ändelse   | köy "by" | ağaç "träd" | Betydelse       |
| --------- | --------- | -------- | ----------- | --------------- |
| Nominativ | Ø (ingen) | köy      | ağaç        | by(n)/träd(et)  |
| Genitiv   | -in4      | köyün    | ağacın      | byns/trädets    |
| Dativ     | -e2       | köye     | ağaca       | till byn/trädet |
| Ackusativ | -i4       | köyü     | ağacı       | byn/trädet      |
| Ablativ   | -den2     | köyden   | ağaçtan     | från byn/trädet |
| Lokativ   | -de2      | köyde    | ağaçta      | i byn/på trädet |

Böjningen av ağaç illustrerar två viktiga drag i turkisk fonologi: att konsonanter assimileras i suffix (ağaçtan, ağaçta) och att slutkonsonanter blir tonande framför vokaler (ağacın, ağaca, ağacı).
Kasusmärket för ackusativ används bara för bestämda objekt; jämför ağaç gördük "vi såg ett träd" med ağacı gördük "vi såg trädet". Pluralmärket -ler2 används inte när en klass eller kategori avses: ağaç gördük kan lika gärna betyda "vi såg träd [när vi gick genom skogen]" – i motsats till ağaçları gördük "vi såg träden [i fråga]".
Dessutom kan substantiv ta suffix som tilldelar person: exempelvis -imiz4, "vår". Med tillägg av kopulan (till exempel -im4, "jag är") kan fullständiga meningar bildas. Den interrogativa partikeln mi4 följer omedelbart det ord som frågan gäller: köye mi? "[på väg] till byn?", ağaç mı? "[är det ett] träd?".
| Turkiska        | Svenska                   |
| --------------- | ------------------------- |
| ev              | hus(et)                   |
| evler           | hus(en)                   |
| evin            | ditt hus                  |
| eviniz          | ert (plural/formellt) hus |
| evim            | mitt hus                  |
| evimde          | vid mitt hus              |
| evlerinizin     | dina hus'/edra hus'       |
| Evinizdeyim.    | Jag är vid ditt hus.      |
| Evinizde miyim? | Är jag vid ditt hus?      |

De turkiska personliga pronomenen i nominativ är ben (1s), sen (2s), o (3s), biz (1pl), siz (2pl, eller formellt/artigt 2s) och onlar (3pl). De böjs regelbundet med några undantag: benim (1s gen.); bizim (1pl gen.); bana (1s dat.); sana (2s dat.); och de oblika formerna av o använder roten on. Alla andra pronomen (reflexiv kendi och så vidare) böjs regelbundet.

### Adjektiv
Turkiska adjektiv böjs inte. De flesta adjektiv kan dock även användas som substantiv, i vilket fall de böjs: exempelvis güzel ("vacker") → güzeller ("(de) vackra personer(na)"). Adjektiv som används attributivt föregår de substantiv som de utgör bestämning till. Adjektiven var ("befintlig") och yok ("obefintlig") används i många fall där svenskan skulle använda "det finns" eller "har", till exempel süt yok ("det finns ingen mjölk", bokstavligt "mjölk(en) (är) obefintlig"); konstruktionen "substantiv 1-GEN substantiv 2-POSS var/yok" kan översättas "substantiv 1 har/har inte substantiv 2"; imparatorun elbisesi yok "kejsaren har inga kläder" ("kejsare(n)s kläder-hans obefintlig(a)"); kedimin ayakkabıları yoktu ("min katt hade inga skor", bokstavligt "katt-min-s sko-plur.-dess obefintlig(a)-dåtid").
Som förstärkning kan den första stavelsen i ett ord dubbleras (till exempel kan beyaz, "vit", bli bembeyaz, "mycket vit", och sıcak, "varm", kan bli sımsıcak, "mycket varm").

### Verb
Turkiska verb uppvisar en mångfald av tempus, modus och aspekt.
Verben anger person. De kan göras negativa, potentiala ("kan") eller impotentiala ("kan inte"). Dessutom anger turkiska verb tempus (presens, preteritum, inferentialis, futurum och aorist), modus (konditionalis, imperativ, necessitativ och optativ) och aspekt. Negation uttrycks med infixet -me2- omedelbart efter verbstammen.
| Turkiska     | Svenska                                          |
| ------------ | ------------------------------------------------ |
| gel-         | (att) komma                                      |
| gelebil-     | (att) kunna komma                                |
| gelme-       | (att) inte komma                                 |
| geleme-      | (att) inte kunna komma                           |
| gelememiş    | jag sluter mig till att han/hon inte kunde komma |
| gelebilecek  | han/hon kommer att kunna komma                   |
| gelebilirsen | om du kan komma                                  |
| gelinir      | (passiv) man kommer, det koms                    |

Alla turkiska verb konjugeras på samma sätt, förutom det oregelbundna och defekta verbet i-, turkiskans kopula, som kan användas i sammansatta former (den förkortade formen kallas enklitisk): Gelememişti = Gelememiş idi = Gelememiş + i- + -di

### Particip
Turkiska har flera particip, däribland presens (med ändelsen -en2), futurum (-ecek2), preteritum (-miş4) och aorist (-er2 eller -ir4). Dessa former kan fungera antingen som adjektiv eller substantiv: oynamayan çocuklar "barn som inte leker", oynamayanlar "de som inte leker"; okur yazar "läsare-skrivare = läs- och skrivkunnig", okur yazarlar "läs- och skrivkunniga".
Participens viktigaste funktion är att bilda modifierande fraser motsvarande de relativsatser som finns i de flesta europeiska språk. De particip som används i dessa konstruktioner är futurum particip (-ecek2) och en äldre form (-dik4), som täcker både presens- och dåtidsbetydelser. Användningen av dessa "personliga" eller "relativa" particip illustreras i följande tabell, där exemplen visas enligt det grammatiska kasus som skulle ses i motsvarande relativsats i svenskan.
| Svensk motsvarighet                    | Svensk motsvarighet | Exempel                       | Översättning                                     | Översättning                                       |
| Relativpronomenets kasus               | Pronomen            | Exempel                       | Bokstavligen                                     | Idiomatiskt                                        |
| -------------------------------------- | ------------------- | ----------------------------- | ------------------------------------------------ | -------------------------------------------------- |
| Nominativ                              | som, vilken         | şimdi konuşan adam            | "nu talande man"                                 | mannen som talar nu                                |
| Genitiv                                | vars (nom.)         | babası şimdi konuşan adam     | "far-hans nu talande man"                        | mannen vars far talar nu                           |
|                                        | vars (ack.)         | babasını dün gördüğüm adam    | "far-hans-ACK igår sedd-min man"                 | mannen vars far jag såg igår                       |
|                                        | på vars             | resimlerine baktığımız ressam | "tavlor-hans-på tittat-vår konstnär"             | konstnären vars tavlor vi tittade på               |
|                                        | av vilken           | muhtarı seçildiği köy         | "borgmästare-dess blivit-vald-hans by"           | byn av vilken han valdes till borgmästare          |
|                                        | av vilken           | muhtarı seçilmek istediği köy | "borgmästare-dess att-bli-vald önskande-hans by" | byn av vilken han önskar bli vald till borgmästare |
| resterande kasus (inkl. prepositioner) | som, vilken         | yazdığım mektup               | "skrivit-min brev"                               | brevet (som) jag skrev                             |
|                                        | från vilken         | çıktığımız kapı               | "kommen ut-vår dörr"                             | dörren från vilken vi kom ut                       |
|                                        | på vilken           | geldikleri vapur              | "kommen-deras skepp"                             | skeppet som de kom på                              |

### Ordföljd
Ordföljden i enkla turkiska meningar är i allmänhet subjekt objekt predikat, som i japanska och latin, men till skillnad från svenska och engelska. I mer komplexa meningar är grundregeln att bestämningen föregår det bestämda. Den princip inkluderar, som ett viktigt särskilt fall, participbestämningarna som beskrivs ovan. Det bestämda föregår det obestämda: därmed çocuğa hikâyeyi anlattı "hon berättade historien för barnet", men hikâyeyi bir çocuğa anlattı "hon berättade historien för ett barn".
Det går att ändra ordföljden för att betona vikten av ett visst ord eller en viss fras. Huvudregeln är att ordet före verbet har betoningen utan undantag. Om man till exempel vill säga "Hakan gick till skolan" och betona ordet "skola" (okul) skulle det bli "Hakan okula gitti". Om betoningen ska läggas på "Hakan" (subjektet), skulle det bli "Okula Hakan gitti", vilket betyder "det var Hakan som gick till skolan".

## Ordförråd
Den osmanska turkiskan hade, genom sina omfattande lån från persiskan och arabiskan, ett mycket stort ordförråd, rikt på synonymer från de tre språken. Dessa lånord utgjorde omkring 20 % av den dåvarande turkiskans ordförråd. Under det osmanska rikets sista århundrade lånades allt fler ord från de västerländska språken, såsom franska, engelska och tyska, i och med att den europeiska kulturen hade större genomslagskraft än den traditionella arabiska vid sultanens hov.
I och med språkreformen på 1920-talet avskaffades det stora flertalet av de arabiska och persiska lånorden; de ersattes av dialektala, arkaiska och syntetiska ord, men även av synonymer, vilket gjorde turkiskan något ordfattigare.
Arabiska och persiska lånord förekommer fortfarande, till exempel cami, "moské", av arabiskans jāmi`. Efter språkreformen är nylånen företrädesvis tekniska eller kulturellt betingade benämningar, främst från franska (till exempel duş av douche, "dusch") och engelska (till exempel sandviç av sandwich, "smörgås"; futbol av football, "fotboll").

Det turkiska ordförrådets ursprung

2005 års upplaga av Güncel Türkçe Sözlük, den officiella turkiska ordboken som ges ut av Turkiska språkkommittén, innehåller 104 481 uppslagsord, av vilka ungefär 14% är av främmande ursprung. Bland de mest betydande bidragsgivarna till turkiskans ordförråd är arabiska, franska, persiska, italienska, engelska och grekiska.

### Ordbildning
Ordbildning sker i turkiskan oftast genom avledning, det vill säga genom att lägga till suffix. I stort sett alla substantiv kan avledas till adjektiv. De flesta turkiska ord har tillkommit genom att avledningssuffix har förts till ord från ett relativt litet grundläggande ordförråd.
Exempel på en uppsättning ord som avletts från en substantivrot:
| Turkiska    | Beståndsdelar           | Svenska       | Ordklass   |
| ----------- | ----------------------- | ------------- | ---------- |
| göz         | göz                     | öga           | Substantiv |
| gözlük      | göz + -lük              | glasögon      | Substantiv |
| gözlükçü    | göz + -lük + -çü        | optiker       | Substantiv |
| gözlükçülük | göz + -lük + -çü + -lük | optikers yrke | Substantiv |
| gözlem      | göz + -lem              | observation   | Substantiv |
| gözlemek    | göz + -le + -mek        | att observera | Verb       |
| gözlemci    | göz + -lem + -ci        | observatör    | Substantiv |

Ett annat exempel, som utgår från en verbrot:
| Turkiska  | Beståndsdelar               | Svenska                                         | Ordklass   |
| --------- | --------------------------- | ----------------------------------------------- | ---------- |
| yat-      | yat-                        | att ligga ner                                   | Verb       |
| yatık     | yat- + -(ı)k                | lutande                                         | Adjektiv   |
| yatak     | yat- + -ak                  | säng, sovplats                                  | Substantiv |
| yatay     | yat- + -ay                  | horisontell                                     | Adjektiv   |
| yatkın    | yat- + -gın                 | böjd för; ansträngd (av att ha legat för länge) | Adjektiv   |
| yatır-    | yat- + -(ı)r-               | att ligga ned                                   | Verb       |
| yatırım   | yat- + -(ı)r- + -(ı)m       | nedläggande; deposition, investering            | Substantiv |
| yatırımcı | yat- + -(ı)r- + -(ı)m + -cı | deponent, investerare                           | Substantiv |

Nya ord bildas också ofta genom sammansättning av två befintliga ord till ett nytt, liksom i svenskan. Några exempel på sammansatta ord ges nedan:
| Turkiska   | Svenska   | Ingående ord                                 | Bokstavlig betydelse |
| ---------- | --------- | -------------------------------------------- | -------------------- |
| pazartesi  | måndag    | pazar ("söndag") och ertesi ("efter")        | efter söndag         |
| bilgisayar | dator     | bilgi ("information") och say- ("att räkna") | informationsräknare  |
| gökdelen   | skyskrapa | gök ("sky") och del- ("att genomborra")      | skygenomborrare      |
| başparmak  | tumme     | baş ("huvud") och parmak ("finger")          | huvudfinger          |
| önyargı    | fördom    | ön ("före") och yargı ("klyvning; dom")      | fördom               |

## Skrift

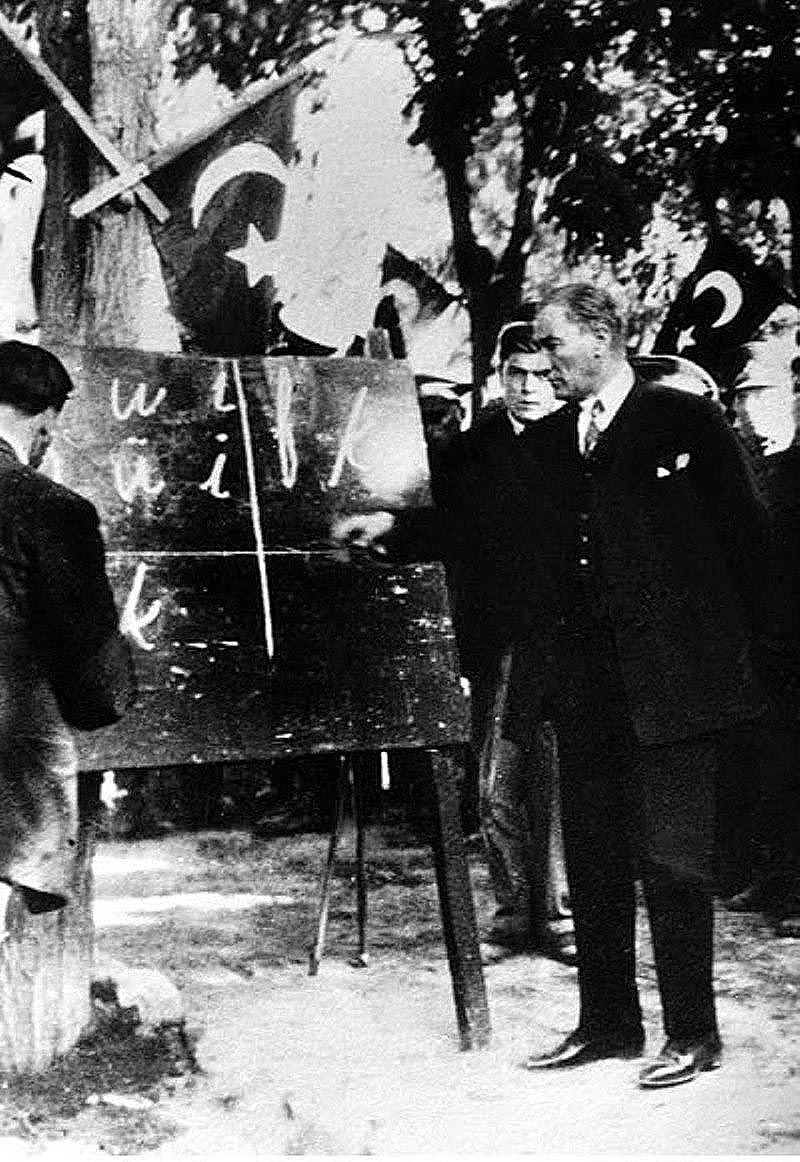
Atatürk introducerar det nya turkiska alfabetet för folket i Sinop. 20 september 1928. (Omslag till den franska tidningen L'Illustration)

Turkiska skrivs med turkiska alfabetet, en modifierad version av latinska alfabetet som infördes 1928 av Atatürk för att ersätta det gamla arabisk-baserade osmanska alfabetet. 
Det osmanska alfabetet angav endast tre olika vokaler-långa ā, ū och ī – och innehöll flera redundanta konsonanter såsom varianter av z (vilka var åtskilda i arabiskan men inte i turkiskan). Att korta vokaler saknades i det arabiska alfabetet gjorde det särskilt dåligt lämpat för turkiskan, som har åtta vokaler.
Skriftreformen var ett viktigt steg i den periodens kulturella reformer. Uppgiften att utarbeta det nya alfabetet och välja de nödvändiga modifieringarna för ljud som är särskilda för turkiskan gavs till en språkkommission som bestod av framträdande lingvister, akademiker och författare. Införandet av det nya turkiska alfabetet hade stöd av utbildningscenter som öppnades runtom i landet, samarbete med förlag och uppmuntran från Atatürk själv, som åkte runt i landet och lärde ut de nya bokstäverna till allmänheten.
Läskunnigheten ökade dramatiskt.
Turkiskan har nu ett alfabet som är lämpat för dess språkljud. Stavningen är i stort sett fonematisk, med en bokstav för varje fonem.
Utöver det latinska standardalfabetet finns bokstäverna ç, ğ, ı (som versalt motsvaras av "I"), İ (som gement motsvaras av "i"), ş, ö och ü. Vidare ingår inte q, w och x i alfabetet men används i stavningen av namn på andra språk.
| Bokstav | Ljudvärde (IPA) | Motsvarighet                                     | Kommentar |
| ------- | --------------- | ------------------------------------------------ | --- |
| A a     | [ɑ]             | a i lat                                          | |
| B b     | [b]             | b i båt                                          | |
| C c     | [ʤ]             | engelskt j i jam                                 | |
| Ç ç     | [ʧ]             | tj i tjur                                        | |
| D d     | [d]             | d i duk                                          | |
| E e     | [e] eller [ɛ]   | e i hem                                          | |
| F f     | [f]             | f i fisk                                         | |
| G g     | [g]             | g i gå                                           | |
| Ğ ğ     | [ɰ] eller [j] ¹ | spanskans g i lago eller som j i jag ¹           | uttalas endast ibland (främst mellan vokaler) ¹                                                                                |
| H h     | [h]             | h i hatt                                         | |
| I ı     | [ɯ] eller [ɨ]   | nästan som u i brunn eller som ljust i           | Nästan ett schwa, det vill säga som e i svenska pojke (kan även beskrivas som svenskt e och svenskt kort u i brunn samtidigt). |
| İ i     | [i]             | i                                                | |
| J j     | [ʒ]             | tonande sje-ljud (zj-ljud) som franskt j i jour  | |
| K k     | [k]             | k i kummin                                       | |
| L l     | [l]             | l i liv                                          | |
| M m     | [m]             | m i mat                                          | |
| N n     | [n]             | n i näsa                                         | |
| O o     | [o]             | å i svål                                         | |
| Ö ö     | [ø] eller [œ]   | ö i mjöl eller i kött                            | |
| P p     | [p]             | p i palsternacka                                 | |
| R r     | [r] eller [ɾ]   | tungspets-r i rädisa                             | |
| S s     | [s]             | s i sova                                         | |
| Ş ş     | [ʃ]             | främre sje-ljud som i äsch, uppsvenska rs i fors | |
| T t     | [t]             | t i tät                                          | |
| U u     | [u]             | o i os                                           | |
| Ü ü     | [y]             | y i yla, men mer åt u i mula                     | |
| V v     | [v]             | v i väder                                        | |
| Y y     | [j]             | j i jag                                          | |
| Z z     | [z]             | tonande s som z i engelska zone                  | |

¹ Se avsnittet om mjukt g under fonologi ovan.